# 151-й меридіан західної довготи
151-й меридіан західної довготи — лінія довготи, що лежить на 151 градус західніше Гринвіцького меридіана. Вона проходить від Північного полюса через Північний Льодовитий океан, Північну Америку, Тихий океан, Південний океан та Антарктиду до Південного полюса.
151-й меридіан західної довготи формує велике коло разом із 29-тим меридіаном східної довготи.

## Список географічних об'єктів, що перетинає 151° зх. д.
Починаючи на Північному полюсі та рухаючись до Південного полюса, 151-й меридіан західної довготи проходить через:
| Координати                                                   | Країна, територія або море | Примітки                                                  |
| ------------------------------------------------------------ | -------------------------- | --------------------------------------------------------- |
| 90°0′ пн. ш. 151°0′ зх. д. / 90.000° пн. ш. 151.000° зх. д.  | Північний Льодовитий океан |                                                           |
| 72°11′ пн. ш. 151°0′ зх. д. / 72.183° пн. ш. 151.000° зх. д. | Море Бофорта               |                                                           |
| 70°24′ пн. ш. 151°0′ зх. д. / 70.400° пн. ш. 151.000° зх. д. | США                        | Аляска                                                    |
| 61°11′ пн. ш. 151°0′ зх. д. / 61.183° пн. ш. 151.000° зх. д. | Затока Кука                |                                                           |
| 60°49′ пн. ш. 151°0′ зх. д. / 60.817° пн. ш. 151.000° зх. д. | США                        | Аляска — проходить через Кенайський півострів             |
| 59°12′ пн. ш. 151°0′ зх. д. / 59.200° пн. ш. 151.000° зх. д. | Тихий океан                |                                                           |
| 23°22′ пд. ш. 151°0′ зх. д. / 23.367° пд. ш. 151.000° зх. д. | Французька Полінезія       | Проходить через атол Хуахіне[en]                          |
| 23°24′ пд. ш. 151°0′ зх. д. / 23.400° пд. ш. 151.000° зх. д. | Тихий океан                |                                                           |
| 60°0′ пд. ш. 151°0′ зх. д. / 60.000° пд. ш. 151.000° зх. д.  | Південний океан            |                                                           |
| 76°58′ пд. ш. 151°0′ зх. д. / 76.967° пд. ш. 151.000° зх. д. | Антарктида                 | Проходить через Територію Росса (претендує Нова Зеландія) |